# Zinedine Soualem
Zinedine Soualem (Thiers, 17 aprile 1957) è un attore algerino naturalizzato francese.

## Biografia
Nato in Francia da una famiglia di origine algerina, Soualem è diventato cittadino francese naturalizzato all'età di 28 anni. Ha iniziato il suo percorso artistico nel 1976 come mimo di strada, esercitando questa attività per 7 anni. Nel 1983 intraprende la carriera teatrale con Les Paravents di Jean Genet, in una messa in scena di Patrice Chéreau. Ha recitato per grandi registi francesi, in particolare per Ariane Mnouchkine, dal 1985 al 1991.
Parallelamente, lavora anche nel cinema, partecipando a produzioni firmate da Costa-Gavras (Hanna K), Cédric Klapisch (Riens du tout, Le Péril jeune, Chacun cherche son chat, Un air de famille, Peut-être, L'Auberge espagnole, Les Poupées Russes, Ni pour ni contre (bien au contraire), Ma part du gâteau, Casse-tête chinois), Mathieu Kassovitz (La Haine) e Dany Boon (La Maison du bonheur, Bienvenue chez les Ch'tis, Rien à déclarer).

## Vita privata
Soualem è stato sposato con Hiam Abbass. Hanno due figlie, anche loro attrici, Lina e Mouna.

## Filmografia

### Cinema
- La Bête noire, regia di Patrick Chaput (1983)
- Hanna K., regia di Costa-Gavras (1983)
- Riens du tout, regia di Cédric Klapisch (1992)
- Le persone normali non hanno niente di eccezionale (Les Gens normaux n'ont rien d'exceptionnel), regia di Laurence Ferreira Barbosa (1993)
- Un'anima divisa in due, regia di Silvio Soldini (1993)
- Le Péril jeune, regia di Cédric Klapisch (1994)
- Daisy et Mona, regia di Claude d'Anna (1994)
- L'odio (La Haine), regia di Mathieu Kassovitz (1995)
- Fast, regia di Dante Desarthe (1995)
- Les Apprentis, regia di Pierre Salvadori (1995)
- L'Échappée belle, regia di Étienne Dhaene (1996)
- Ognuno cerca il suo gatto (Chacun cherche son chat), regia di Cédric Klapisch (1996)
- Le Rocher d'Acapulco, regia di Laurent Tuel (1996)
- Caméléone, regia di Benoît Cohen (1996)
- Aria di famiglia (Un air de famille), regia di Cédric Klapisch (1996)
- Eau douce, regia di Marie Vermillard (1997)
- Didier, regia di Alain Chabat (1997)
- Les Randonneurs, regia di Philippe Harel (1997)
- Tenue correcte exigée, regia di Philippe Lioret (1997)
- La donna proibita (La Femme défendue), regia di Philippe Harel (1997)
- Le ciel est à nous, regia di Graham Guit (1997)
- Le Silence de Rak, regia di Christophe Loizillon (1997)
- Mauvais Genre, regia di Laurent Bénégui (1997)
- Messieurs les enfants, regia di Pierre Boutron (1997)
- Je ne vois pas ce qu'on me trouve, regia di Christian Vincent (1997)
- Que la lumière soit!, regia di Arthur Joffé (1997)
- La voie est libre, regia di Stéphane Clavier (1998)
- Serial Lover, regia di James Huth (1998)
- Le Clone, regia di Fabio Conversi (1998)
- Lila Lili, regia di Marie Vermillard (1999)
- Trafic d’influence, regia di Dominique Farrugia (1999)
- Mes amis, regia di Michel Hazanavicius (1999)
- Peut-être, regia di Cédric Klapisch (1999)
- Banqueroute, regia di Antoine Desrosières (2000)
- Deuxième quinzaine de juillet, regia di Christophe Reichert (2000)
- Ligne 208, regia di Bernard Dumont (2001)
- Mademoiselle, regia di Philippe Lioret (2001)
- Voyance et Manigance, regia di Éric Fourniols (2001)
- J'ai tué Clémence Acéra, regia di Jean-Luc Gaget (2001)
- L'Ange de goudron, regia di Denis Chouinard (2001)
- Inch'Allah dimanche, regia di Yamina Benguigui (2001)
- Imago, regia di Marie Vermillard (2001)
- Coup franc indirect, regia di Youcef Hamidi (2002)
- La Maîtresse en maillot de bain, regia di Lyèce Boukhitine (2002)
- Asterix & Obelix - Missione Cleopatra (Astérix & Obélix: Mission Cléopâtre), regia di Alain Chabat (2002)
- Satin rouge, regia di Raja Amari (2002)
- L'appartamento spagnolo (L'auberge espagnole), regia di Cédric Klapisch (2002)
- Ma caméra et moi, regia di Christophe Loizillon (2002)
- Ah! Se fossi ricco (Ah! Si j'étais riche), regia di Michel Munz e Gérard Bitton (2002)
- Parva e il principe Shiva, regia di Jean Cubaud (2003) - voce
- Autoreverse, regia di Cédric Klapisch (2003)
- Ne quittez pas!, regia di Arthur Joffé (2004)
- L'Incruste, fallait pas le laisser entrer!, regia di Alexandre Castagnetti e Corentin Julius (2004)
- Bambole russe (Les Poupées russes), regia di Cédric Klapisch (2005)
- Le Démon de midi, regia di Marie-Pascale Osterrieth (2005)
- Emmenez-moi, regia di Edmond Bensimon (2005)
- Vive la vie, regia di Yves Fajnberg (2005)
- Olé!, regia di Florence Quentin (2005)
- La Maison du bonheur, regia di Dany Boon (2005)
- Nativity (The Nativity Story), regia di Catherine Hardwicke (2006)
- Lo scafandro e la farfalla (Le scaphandre et le papillon), regia di Julian Schnabel (2006)
- Roman de gare, regia di Claude Lelouch (2006)
- Une journée, regia di Jacob Berger (2007)
- Giù al Nord (Bienvenue chez les Ch'tis), regia di Dany Boon (2008)
- Coluche, l'histoire d'un mec, regia di Antoine de Caunes (2008)
- Parigi (Paris), regia di Cédric Klapisch (2008)
- JCVD - Nessuna giustizia, regia di Mabrouk el Mechri (2008)
- Tricheuse, regia di Jean-François Davy (2009)
- Divorces, regia di Valérie Guignabodet (2009)
- Le Nom des gens, regia di Michel Leclerc (2010)
- Ces amours-là, regia di Claude Lelouch (2010)
- Niente da dichiarare? (Rien à déclarer), regia di Dany Boon (2011)
- Ma part du gâteau, regia di Cédric Klapisch (2011)
- Opération Casablanca, regia di Laurent Nègre (2011)
- La Proie, regia di Éric Valette (2011)
- La sorgente dell'amore (La Source des femmes), regia di Radu Mihaileanu (2011)
- Télé Gaucho, regia di Michel Leclerc (2012)
- Max, regia di Stéphanie Murat (2012)
- Mood Indigo - La schiuma dei giorni (L'Écume des jours), regia di Michel Gondry (2013)
- Rompicapo a New York (Casse-tête chinois), regia di Cédric Klapisch (2013)
- Du goudron et des plumes, regia di Pascal Rabaté (2014)
- Meurtre à Pacot, regia di Raoul Peck (2014)
- Vengo subito (Je suis à vous tout de suite), regia di Baya Kasmi (2015)
- Die Lügen der Sieger, regia di Christoph Hochhäusler (2015)
- D'une pierre deux coups, regia di Fejria Deliba (2016)
- Le ciel attendra, regia di Marie-Castille Mention-Schaar (2016)
- Chacun sa vie, regia di Claude Lelouch (2017)
- Sposami, stupido! (Épouse-moi mon pote), regia di Tarek Boudali (2017)
- Deux moi, regia di Cédric Klapisch (2019)
- Leur Algérie, regia di Lina Soualem (2021)
- La vita è una danza (En corps), regia di Cédric Klapisch (2022)
- Il sapore della felicità (Umami), regia di Slony Sow (2022)
- Citoyen d'honneur, regia di Mohamed Hamidi (2022)
- L'Enfant du paradis, regia di Salim Kechiouche (2022)
- Divertimento, regia di Marie-Castille Mention-Schaar (2023)
- Sous le tapis, regia di Camille Japy (2023)
- L'air de la mer rend libre, regia di Nadir Moknèche (2023)
- September 5 - La diretta che cambiò la storia (September 5), regia di Tim Mielants (2024)

### Cortometraggi
- C’est pas si compliqué, regia di Xavier de Choudens (2000)
- La Gardienne du B, regia di Joël Brisse (2000)
- Génération Cutter, regia di Mabrouk El Mechri (2000)
- Le Pain, regia di Hiam Abbass (2000)
- Concours de circonstance, regia di Mabrouk El Mechri (2002)
- Silver moumoute, regia di Christophe Campos (2002)
- Le Ballon prisonnier, regia di Cyril Gelblat (2003)
- Mes vœux les plus sincères, regia di Arnaud Cassan (2005)
- Petites révélations, regia di Marie Vermillard (2006)
- Samarkande, regia di Christophe Arnould (2013)

### Televisione
- Le Voyage de Pénélope, regia di Patrick Volson - serie TV (1995)
- Julie Lescaut, regia di Josée Dayan - serie TV, episodio 3x5 (1996)
- Ivre Mort Pour La Patrie, regia di Vincent Hachet - operetta (1998)
- Ça commence à bien faire!, regia di Patrick Volson - serie TV (1998)
- Caméra Café - serie TV (2002)
- La Vie en gros, regia di Didier Bivel - serie TV (2003)
- Vénus et Apollon, regia di Tonie Marshall - serie TV (2005)
- L'État de Grace, regia di Pascal Chaumeil - miniserie TV (2006)
- Élodie Bradford - serie TV (2007)
- J'ai pensé à vous tous les jours, regia di Jérôme Foulon - serie TV (2008)
- Myster Mocky présente, regia di Jean-Pierre Mocky - serie TV (2009)
- Pas si simple, regia di Rachida Krim - serie TV (2010)
- Moloch Tropical, regia di Raoul Peck - serie TV (2010)
- La Grève des femmes, regia di Stéphane Kappes - serie TV (2011)
- Manipulations, regia di Laurent Herbiet - serie TV (2013)
- Chefs, regia di Arnaud Malherbe - serie TV (2014 - 2016)
- Chiami il mio agente! (Dix pour cent), regia di Cédric Klapisch - serie TV (2015) - cameo
- Une si longue nuit, regia di Jérémy Minui - miniserie TV (2021)
- Vise le cœur, regia di Vincent Jamain - miniserie TV (2022)
- Détox, regia di Marie Jardillier - serie TV (2022)
- Irrésistible, regia di Antony Cordier e Laure de Butler - miniserie TV (2023)

## Riconoscimenti
- Prix Michel Simon
  - 1997 - candidatura al miglior attore per Ognuno cerca il suo gatto

- Genie Award
  - 2002 - candidatura al miglior attore per L'Ange de goudron
- Jutra Awards
  - 2002 - candidatura al miglior attore per L'Ange de goudron